# 捷克布杰约维采南波希米亚大学
捷克布杰约维采南波希米亚大学(JU或JČU)是一所主校区位于捷克共和国捷克布杰约维采、成立于1991年的公立大学，有约9000名学生，1500名博士生和教职人员